# Delme Thomas
Pour les articles homonymes, voir Thomas.

a Compétitions nationales et continentales officielles uniquement.

b Matchs officiels uniquement.
William Delme Thomas, né le 12 septembre 1942 à Bancyfelin, est un joueur de rugby à XV, qui a joué avec l'équipe du pays de Galles de 1966 à 1974 évoluant au poste de deuxième ligne. 

## Carrière
Il dispute son premier test match le 3 décembre 1966 contre l'Australie, et son dernier test match contre l'Angleterre le 16 mars 1974. Il est une fois capitaine du pays de Galles en 1972. Thomas effectue une tournée avec les Lions britanniques en 1966, avant d’avoir sa première cape avec le pays de Galles. Il est rappelé chez les Lions à trois reprises. Il dispute 16 matchs 1966 (dont 2 test matchs, en Australie et Nouvelle-Zélande), 12 matchs en 1968 (dont 2 test matchs, en Afrique du Sud) et 15 matchs en 1971 (dont 3 test matchs, en Nouvelle-Zélande).
Il joue en club avec le Llanelli RFC. Il connaît également trois sélections avec les Barbarians entre 1966 et 1970

## Palmarès
- Vainqueur du Tournoi des Cinq Nations en 1970 et 1971 (grand chelem)

## Statistiques en équipe nationale
- 25 sélections
- Sélections par année : 1 en 1966, 3 en 1968, 3 en 1969, 5 1970, 4 en 1971, 4 en 1972, 4 en 1973
- Tournois des Cinq Nations disputés : 1968, 1969, 1970, 1971, 1972, 1973